# Englische Cricket-Nationalmannschaft in Australien in der Saison 1987/88
Die Tour der englischen Cricket-Nationalmannschaft nach Australien in der Saison 1987/88 fand vom 12. Januar bis zum 4. Februar 1988 statt. Die internationale Cricket-Tour war Bestandteil der Internationalen Cricket-Saison 1987/88 und umfasste einen Test und einen ODI. Australien gewann die ODI-Serie 1–0, während die ODI-Serie 0–0 unentschieden endete.

## Vorgeschichte
Australien spielte zuvor ein Drei-Nationen-Turnier zusammen mit Neuseeland und Sri Lanka, England spielte eine Tour in Pakistan.
Das letzte Aufeinandertreffen der beiden Mannschaften fand in der Saison 1986/87 in Australien statt.

## Stadien
Die folgenden Stadien wurden für die Tour als Austragungsort vorgesehen.
| Stadion                  | Stadt     | Kapazität | Spiele  |
| ------------------------ | --------- | --------- | ------- |
| Melbourne Cricket Ground | Melbourne | 100.024   | 1. ODI  |
| Sydney Cricket Ground    | Sydney    | 48.000    | 1. Test |

## Kaderlisten
Die folgenden Kader wurden von den Mannschaften benannt.
| Test | Test | ODI | ODI |
| Australien | England | Australien | England |
| --- | --- | --- | --- |
| - David Boon - Allan Border - Tony Dodemaide - Greg Dyer - Dean Jones - Geoff Marsh - Craig McDermott - Peter Sleep - Mark Taylor - Mike Veletta - Steve Waugh | - Bill Athey - Chris Broad - David Capel - Graham Dilley - John Emburey - Neil Foster - Bruce French - Mike Gatting - Eddie Hemmings - Martyn Moxon - Tim Robinson | - David Boon - Allan Border - Simon Davis - Tony Dodemaide - Greg Dyer - Dean Jones - Geoff Marsh - Mark Taylor - Mike Veletta - Steve Waugh - Mike Whitney | - Bill Athey - Chris Broad - David Capel - Phil DeFreitas - John Emburey - Neil Fairbrother - Mike Gatting - Paul Jarvis - Neal Radford - Jack Richards - Tim Robinson |

## Tour Matches

### Erster Test in Sydney
| 29. Januar – 2. Februar Scorecard | Sydney | England 425 (172.5) | – | Australien 214 (96.1) & 328-2 (135) (f/o) |
|                                   |        | Remis               |   |                                           |

## One-Day Internationals

### Erstes ODI in Melbourne
| 4. Februar Scorecard | Melbourne | Australien 235-6 (48/48)       | – | England 213-8 (48/48) |
|                      |           | Australien gewinnt mit 22 Runs |   |                       |